# Taos (Missouri)
Taos – miasto w Stanach Zjednoczonych, w stanie Missouri, w hrabstwie Cole.